# Ле Риш, Николя
Николя Ле Риш (фр. Nicolas Le Riche; род. 29 января 1972 года) —  французский артист балета, хореограф и постановщик балета.

## Биография
Ле Риш поступил в балетную школу Парижской оперы в возрасте десяти лет и присоединился к кордебалету шесть лет спустя; его первая роль была в «Гранд па Классик»  Виктора Гзовского. В 1990 году он получил звание суджета, а в 1991 году стал премьер-танцовщиком. Балетмейстер Рудольф Нуреев выбрал его для роли Меркуцио, а затем и   Ромео в своей версии «Ромео и Джульетты», а также в «Раймонде».  
После дебюта в роли Альбрехта в классической версии «Жизели» он получил высшее звание балета Парижской оперы -  étoile (буквально «звезда»). Он исполнил Сюиту танцев в качестве приглашённого артиста на чествовании Джерома Роббинса в Нью-Йоркском Балете в июне 2008 года. В качестве хореографа Николя Ле Риш ставит  балеты с 2001 года, в том числе «Калигулу» на произведение Вивальди «Времена года» в 2005 году. Всемирно известные хореографы,    Матс Эк, Джири Килиан, Уильям Форсайт и Джон Ноймайер создали работы специально для Ле Риша. Он танцевал на престижных сценах,  будь то Королевский оперный театр в Лондоне, Большой театр в Москве, Мариинский театр в Санкт-Петербурге, Ла Скала в Милане и Королевская датская опера в Копенгагене.
Николя Ле Риш ушёл из балета Парижской оперы после гала-выступления 9 июля 2014 года. Отныне он в основном работает хореографом. В 2015 году он создал и был содиректором L'Atelier de L'Art Chorégraphique (LAAC) в Театре Елисейских полей в Париже, после чего к августу 2017 года занял должность руководителя Шведского королевского балета в Стокгольме.
Снялся в фильме «Большой» Валерия Тодоровского.

## Награды

### Профессиональные
- Prix du Cercle Carpeaux (1991)
- Бенуа танца (1995)
- Премия Нижинского (2004)

### Государственные
- Кавалер ордена Искусств и литературы (2000)
- Кавалер ордена «За заслуги» (2006)[7]
- Кавалер ордена Почётного легиона (2013)[8]
- Командор ордена Искусств и литературы (2014)[9]